# Tectaria stearnsii
Tectaria stearnsii là một loài dương xỉ trong họ Tectariaceae. Loài này được Maxon mô tả khoa học đầu tiên năm 1923.
Danh pháp khoa học của loài này chưa được làm sáng tỏ. 